# Shin Yu-bin
Shin Yu-bin (koreanisch 신유빈; * 5. Juli 2004 in Suwon) ist eine südkoreanische Tischtennisspielerin. Im Alter von 15 Jahren und 50 Tagen war sie die jüngste Tischtennisspielerin überhaupt, die mit dem Gewinn der Czech Open einen Mixed-Titel auf der World Tour errang. Außerdem wurde sie 2021 Asienmeisterin im Doppel.

## Werdegang
Shin Yu-bin wurde im August 2014 mit Platz 558 erstmals in der ITTF-Weltrangliste geführt. Ihren ersten Auftritt auf internationaler Ebene hatte sie im selben Jahr als Zehnjährige auf der World Tour bei den Korea Open. Hier scheiterte sie im U-21-Wettbewerb bereits in der Qualifikationsrunde. 2015 zog sie bei den Korea Open im selben Wettbewerb erstmals in ein Achtelfinale ein. Ihren ersten großen Erfolg erreichte sie bei der Jugend-Weltmeisterschaft 2017, wo Shin mit der Mannschaft eine Bronzemedaille gewann. Dies gelang auch 2018. Mit Erreichen des Halbfinales bei den Belgium Open errang sie bei den Erwachsenen zum ersten Mal eine Medaille im Einzel. Sie unterlag in der Vorschlussrunde Honoka Hashimoto. Im Jahr 2019 qualifizierte sich die Südkoreanerin aufgrund guter Leistungen auf der World Tour (Gold im Mixed bei den Czech Open und Einzug ins Halbfinale im Doppel und Mixed bei den Austrian Open) für die World Tour Grand Finals. Dort kam sie mit Cho Dae-seong im Mixed zum Einsatz, wo sie sich im Viertelfinale Xu Xin und Liu Shiwen beugen mussten. Beim World Team Cup sicherte Shin sich mit der Mannschaft eine Bronzemedaille, im September rückte sie in der Weltrangliste in die Top 100 vor. Außerdem war sie bei der Asienmeisterschaft zu sehen, wo sie im Mixed sowie mit der Mannschaft ins Viertelfinale kam. Im Einzel verlor sie im Achtelfinale gegen Feng Tianwei. Im Jahr 2020 trat sie bei den Olympischen Spielen an, welche sie mit dem Erreichen der dritten Runde im Einzel und dem Erreichen des Viertelfinales mit der Mannschaft abschloss. Da sie im Alter von 17 Jahren antrat, wurde sie die jüngste südkoreanische Tischtennisspielerin bei den Olympischen Spielen und brach den bisherigen Rekord von Ryu Seung-min. 2021 nahm Shin Yu-bin an ihrer ersten Erwachsenen-WM teil, kam hier jedoch nicht in die Nähe von Medaillenrängen. Beim WTT Star Contender in Doha sicherte sich mit Jeon Ji-hee Gold im Doppel. Mit ihr wurde sie – in Abwesenheit Chinas – auch Asienmeisterin und holte zudem Silber im Einzel und mit der Mannschaft. 2022 gewann sie durch einen 4:3-Finalsieg über Yang Xiaoxin das WTT Contender Nova Gorica.
Vor allem im Doppel mit Jeon Ji-hee konnte Shin 2023 mehrere Erfolge verzeichnen: Beim Singapore Smash kamen sie ins Halbfinale, bei der Individual-WM holten sie Silber, nachdem sie im Halbfinale die amtierenden Weltmeisterinnen Sun Yingsha/Wang Manyu mit 3:0 geschlagen hatten, und im Oktober gewannen sie die Asienspiele. Im Einzel holte Shin Gold bei den Contender-Turnieren in Lagos und Lima und rückte im Juli auf Platz 9 der Weltrangliste vor. Sowohl im Einzel als auch im Doppel qualifizierte sie sich in diesem Jahr erstmals für die WTT Finals, schied aber jeweils in der ersten Runde aus.
2024 nahm sie zum ersten Mal an einer Team-WM teil, im Viertelfinale schied Südkorea dort gegen China aus. Bei ihrem ersten World Cup kam sie ins Achtelfinale und unterlag dort Hina Hayata mit 3:4. Bei den Grand-Smash-Turnieren in Singapur und Dschidda holte sie zweimal Silber, einmal im Mixed mit Lim Jong-hoon und einmal im Doppel mit Jeon Ji-hee. Bei den Olympischen Spielen 2024 in Paris gewann sie Bronze mit der Mannschaft und im Mixed.

## Turnierergebnisse
| Verband | Veranstaltung               | Jahr | Ort            | Land | Einzel        | Doppel        | Mixed         | Team          | U-21          |
| ------- | --------------------------- | ---- | -------------- | ---- | ------------- | ------------- | ------------- | ------------- | ------------- |
| KOR     | Asienmeisterschaft          | 2024 | Astana         | KAZ  | Viertelfinale | Viertelfinale | Halbfinale    | 6. Platz      |               |
| KOR     | Asienmeisterschaft          | 2023 | Pyeongchang    | KOR  | Achtelfinale  | Halbfinale    | Halbfinale    | Silber        |               |
| KOR     | Asienmeisterschaft          | 2021 | Doha           | QAT  | Silber        | Gold          | Viertelfinale | Silber        |               |
| KOR     | Asienmeisterschaft          | 2019 | Yogyakarta     | IDN  | Achtelfinale  |               | Viertelfinale | Viertelfinale |               |
| KOR     | Asienspiele                 | 2023 | Hangzhou       | CHN  | Halbfinale    | Gold          | Halbfinale    | Halbfinale    |               |
| KOR     | Olympische Spiele           | 2024 | Paris          | FRA  | 4. Platz      |               | 3. Platz      | 3. Platz      |               |
| KOR     | Olympische Spiele           | 2021 | Tokio          | JPN  | letzte 32     |               |               | Viertelfinale |               |
| KOR     | Challenge Series            | 2019 | Władysławowo   | POL  | Achtelfinale  | Silber        |               |               | Achtelfinale  |
| KOR     | Challenge Series            | 2018 | Spała          | POL  | letzte 64     | letzte 32     |               |               | Halbfinale    |
| KOR     | Challenge Series            | 2018 | De Haan        | BEL  | Halbfinale    | Achtelfinale  |               |               | Viertelfinale |
| KOR     | WTT Feeder                  | 2022 | Fremont        | USA  | Halbfinale    |               |               |               |               |
| KOR     | Grand Smash                 | 2025 | Las Vegas      | USA  | Viertelfinale | Viertelfinale | Silber        |               |               |
| KOR     | Grand Smash                 | 2024 | Dschidda       | KSA  | letzte 32     | Silber        | Achtelfinale  |               |               |
| KOR     | Grand Smash                 | 2024 | Singapur       | SGP  | Viertelfinale | Viertelfinale | Silber        |               |               |
| KOR     | Grand Smash                 | 2023 | Singapur       | SGP  | letzte 64     | Halbfinale    | Viertelfinale |               |               |
| KOR     | WTT Series (Contender)      | 2025 | Zagreb         | HRV  | letzte 32     | Viertelfinale | Gold          |               |               |
| KOR     | WTT Series (Star Contender) | 2025 | Ljubljana      | SLO  | letzte 32     | Silber        | Gold          |               |               |
| KOR     | WTT Series (Star Contender) | 2025 | Chennai        | IND  | Halbfinale    | Silber        | Gold          |               |               |
| KOR     | WTT Series (Star Contender) | 2025 | Doha           | QAT  | Viertelfinale |               | Halbfinale    |               |               |
| KOR     | WTT Series (Star Contender) | 2024 | Bangkok        | THA  | Halbfinale    | Silber        | Viertelfinale |               |               |
| KOR     | WTT Series (Contender)      | 2024 | Lagos          | NGR  | Viertelfinale |               | Gold          |               |               |
| KOR     | WTT Series (Star Contender) | 2024 | Ljubljana      | SLO  | Halbfinale    |               | Silber        |               |               |
| KOR     | WTT Series (Contender)      | 2024 | Zagreb         | HRV  | letzte 32     |               | Silber        |               |               |
| KOR     | WTT Series (Contender)      | 2024 | Rio de Janeiro | BRA  | Viertelfinale |               | Gold          |               |               |
| KOR     | WTT Series (Star Contender) | 2024 | Mapusa         | IND  | Halbfinale    | Gold          | Gold          |               |               |
| KOR     | WTT Series (Contender)      | 2024 | Doha           | QAT  | Silber        | Gold          | Halbfinale    |               |               |
| KOR     | WTT Series (Star Contender) | 2023 | Lanzhou        | CHN  | Achtelfinale  | Silber        | Halbfinale    |               |               |
| KOR     | WTT Series (Contender)      | 2023 | Rio de Janeiro | BRA  |               | Gold          | Gold          |               |               |
| KOR     | WTT Series (Contender)      | 2023 | Lima           | PER  | Gold          | Gold          | Halbfinale    |               |               |
| KOR     | WTT Series (Star Contender) | 2023 | Ljubljana      | SLO  | Achtelfinale  | Halbfinale    | Viertelfinale |               |               |
| KOR     | WTT Series (Contender)      | 2023 | Zagreb         | HRV  | Viertelfinale | Gold          | Achtelfinale  |               |               |
| KOR     | WTT Series (Contender)      | 2023 | Tunis          | TUN  | Silber        | Halbfinale    | Silber        |               |               |
| KOR     | WTT Series (Contender)      | 2023 | Lagos          | NGR  | Gold          | Gold          | Halbfinale    |               |               |
| KOR     | WTT Series (Star Contender) | 2023 | Bangkok        | THA  | Achtelfinale  |               | Silber        |               |               |
| KOR     | WTT Series (Contender)      | 2023 | Doha           | QAT  | letzte 32     | Silber        | Silber        |               |               |
| KOR     | WTT Series (Contender)      | 2022 | Nova Gorica    | SLO  | Gold          | Viertelfinale | Gold          |               |               |
| KOR     | WTT Series (Contender)      | 2022 | Almaty         | KAZ  | letzte 32     | Silber        | Halbfinale    |               |               |
| KOR     | WTT Series (Contender)      | 2022 | Maskat         | OMN  | letzte 32     |               | Halbfinale    |               |               |
| KOR     | WTT Series (Star Contender) | 2021 | Doha           | QAT  | Viertelfinale | Gold          |               |               |               |
| KOR     | World Tour                  | 2019 | Linz           | AUT  | Qual.         | Halbfinale    | Halbfinale    |               |               |
| KOR     | World Tour                  | 2019 | Olmütz         | CZE  | Qual.         |               | Gold          |               |               |
| KOR     | WTT Finals                  | 2024 | Fukuoka        | JPN  | Achtelfinale  | Viertelfinale |               |               |               |
| KOR     | WTT Finals                  | 2023 | Nagoya         | JPN  | Achtelfinale  | Viertelfinale |               |               |               |
| KOR     | World Tour Grand Finals     | 2019 | Zhengzhou      | CHN  |               |               | Viertelfinale |               |               |
| KOR     | World Team Cup              | 2019 | Tokio          | JPN  |               |               |               | Halbfinale    |               |
| KOR     | World Cup                   | 2025 | Macau          | MAC  | Achtelfinale  |               |               |               |               |
| KOR     | World Cup                   | 2024 | Macau          | MAC  | Achtelfinale  |               |               |               |               |
| KOR     | Weltmeisterschaft           | 2025 | Doha           | QAT  | Achtelfinale  | Halbfinale    | Halbfinale    |               |               |
| KOR     | Weltmeisterschaft           | 2024 | Busan          | KOR  |               |               |               | Viertelfinale |               |
| KOR     | Weltmeisterschaft           | 2023 | Durban         | RSA  | Achtelfinale  | Silber        | Viertelfinale |               |               |
| KOR     | Weltmeisterschaft           | 2021 | Houston        | USA  | letzte 64     | letzte 32     | letzte 32     |               |               |
| KOR     | Jugend-Weltmeisterschaft    | 2018 | Bendigo        | AUS  | letzte 32     | Achtelfinale  | letzte 32     | Halbfinale    |               |
| KOR     | Jugend-Weltmeisterschaft    | 2017 | Riva del Garda | ITA  | letzte 32     | Achtelfinale  | letzte 64     | Halbfinale    |               |